# Burg Grünenfels
Die Ruine der Burg Grünenfels liegt nördlich von Waltensburg (Gemeinde Breil/Brigels) zwischen den Tobeln der Bäche Flem und Ladral.

Grünenfels war neben Jörgenberg, Kropfenstein und der Burg Vogelberg eine der ursprünglich vier Burgen in Waltensburg.

## Lage
Die Ruine der Höhenburg liegt auf 1003 m ü. M. am östlichen Ende eines Hügelzuges, getrennt von diesem durch einen Halsgraben. Da die Ruine völlig überwachsen ist, ist sie im Wald nur schwer zu finden, wenn man ihre Lage nicht kennt. Sie ist von der Kirche Waltensburg aus über einen Feldweg in zehn Minuten erreichbar.

## Name
Der Name erscheint im 13. Jahrhundert in mehreren Schreibweisen: so etwa 1257 als Gruoninvels, 1278 als Gruenenvels und 1289 als Gruonvels. Er bezieht sich auf den grünen Bündner Schiefer, der beim Bau verwendet wurde. Nicht abgeklärt ist, ob das Baumaterial aus der nächsten Nähe der Burg stammt. In diesem Fall hätte das Hauptgebäude zusätzlich noch auf grünem Felsgrund gestanden.

## Anlage
Bis 1960 waren von der Burg nur noch wenige Mauerreste und der Zahn einer Mauerecke zu erkennen. 1961 zwang eine Raubgrabung von Jugendlichen das Rhätische Museum zu einer Notgrabung, bei der der Grundriss im Bereich der Hauptburg freigelegt und einige Kleinfunde sichergestellt wurden. Weil die Grabung aber unvollendet blieb, ist die Baugeschichte der Burg bis heute nicht vollends geklärt. Die Anlage ist heute stark mit kleinen Bäumen und Buschwerk überwachsen und das Mauerwerk dementsprechend in einem äusserst schlechten Zustand und dem vollständigen Zerfall nahe.
Vom mächtigen Tor im Süden ist noch eine Schwelle erhalten. Den Hauptteil der Anlage bildete ein quadratischer Turm im westlichen Teil mit einer Seitenlänge von knapp 9 Metern und 1,8 Meter dicken Mauern. Im östlichen Teil lagen die Wohn- und Wirtschaftsbauten. Die Mauerreste stammen aus verschiedenen Bauphasen. Der erhaltene Mauerzahn an der Südostecke lässt auf einen mindestens dreistöckigen Bau schliessen. Das längliche, durch einen Abschnittsgraben abgetrennte künstlich ausgeebnete Plateau der Vorburg im Osten weist keine Mauerspuren auf.

## Geschichte
Ausgegrabene Gegenstände wie Ofenkacheln und verschiedene Eisengegenstände zeigen, dass die Burg im späten 12. Jahrhundert errichtet wurde und bis ins ausgehende 14. Jahrhundert besiedelt war. Die Ringmauer dürfte der Gründungszeit zuzuordnen sein. In der ersten Hälfte des 13. Jahrhunderts wurde die Anlage durch einen starken Hauptturm ergänzt.
Die Burg Grünenfels war der Stammsitz der gleichnamigen Familie, die wahrscheinlich dem freien Adel angehörte, es aber nie schaffte, in die kleine Schicht der Edelfreien des Vorderrheintales aufzusteigen. 1257 wird erstmals ein Conrad von Grünenfels urkundlich erwähnt. Die nächste Generation, vertreten durch die Brüder Albert (1278–1321) und Heinrich (1278–1295) von Grünenfels, war bereits die letzte der Familie.
Alberts Tochter Margarethe heiratete Heinrich von Montalt, der damit in den Besitz der Burg Grünenfels kam. Heinrich II. von Montalt übergab Grünenfels zusammen mit weiterem Besitz 1357 seinem Schwager Ulrich Walter von Belmont, um einen Streit mit ihm beizulegen. 1358 erhielt er sie als Lehen zurück.

Nach dem Tod Heinrichs II. von Montalt gingen dessen Rechte an Grünenfels an eine Cousine über, welche diese 1378 mit weiterem Besitz an Ulrich Brun von Rhäzüns verkaufte. Die Güter und Rechte von Grünenfels gehörten fortan zur rhäzünsischen Herrschaft Jörgenberg. Nach dieser Übergabe dürfte Grünenfels verlassen worden sein.

## Galerie

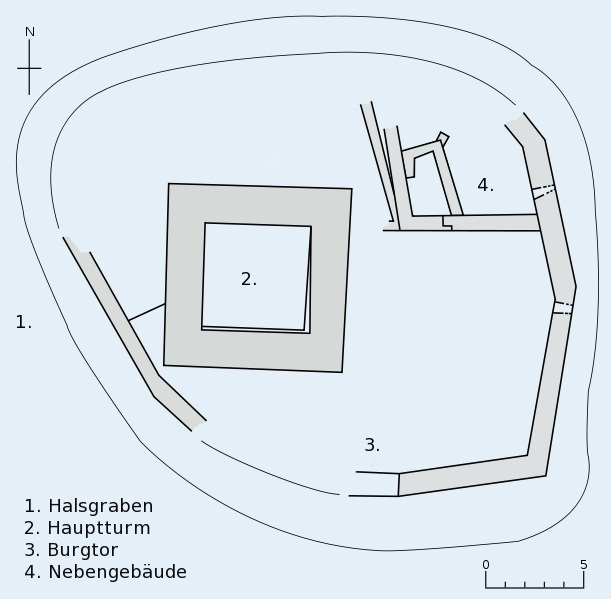
Plan der Anlage
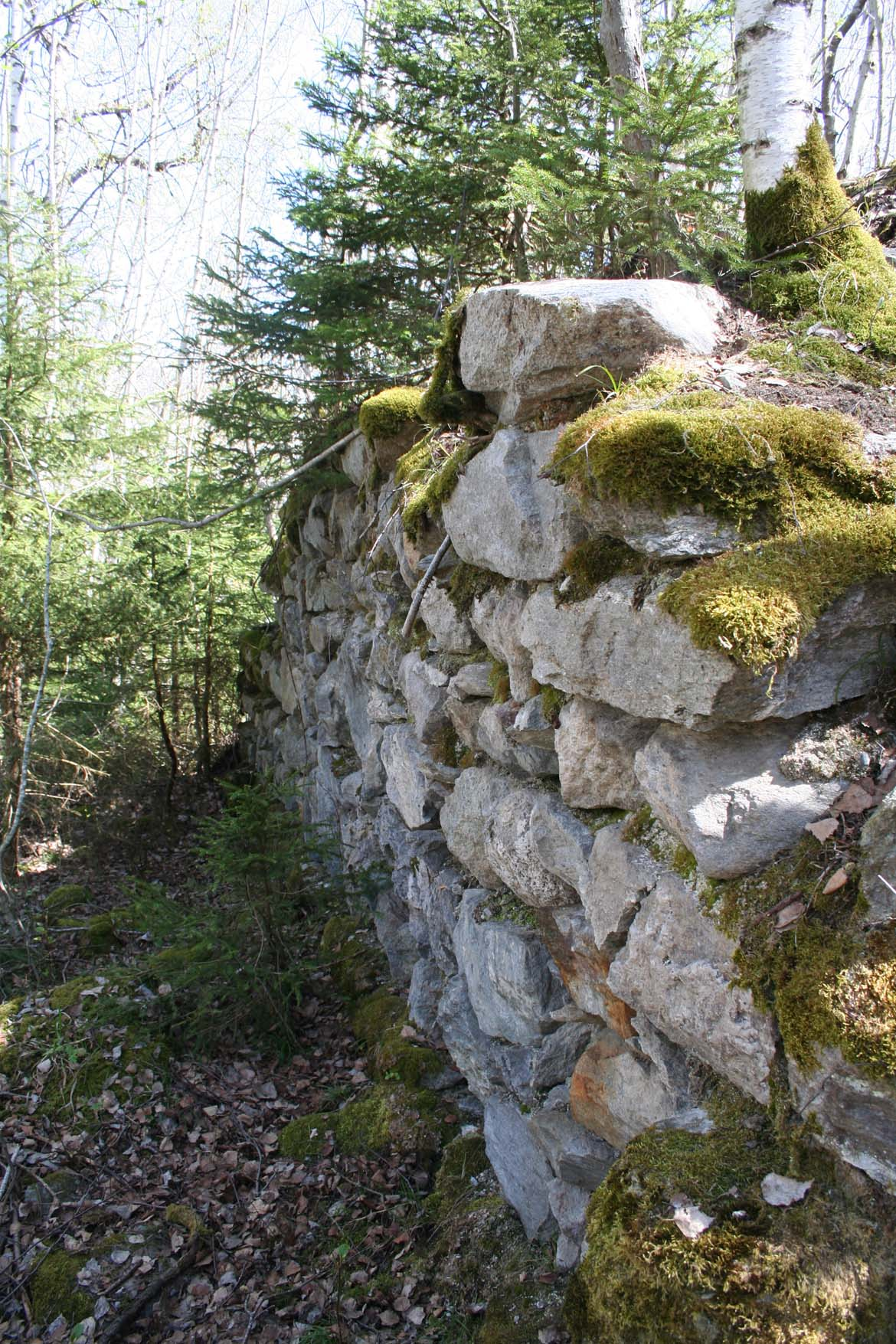
Fundament des Turmes
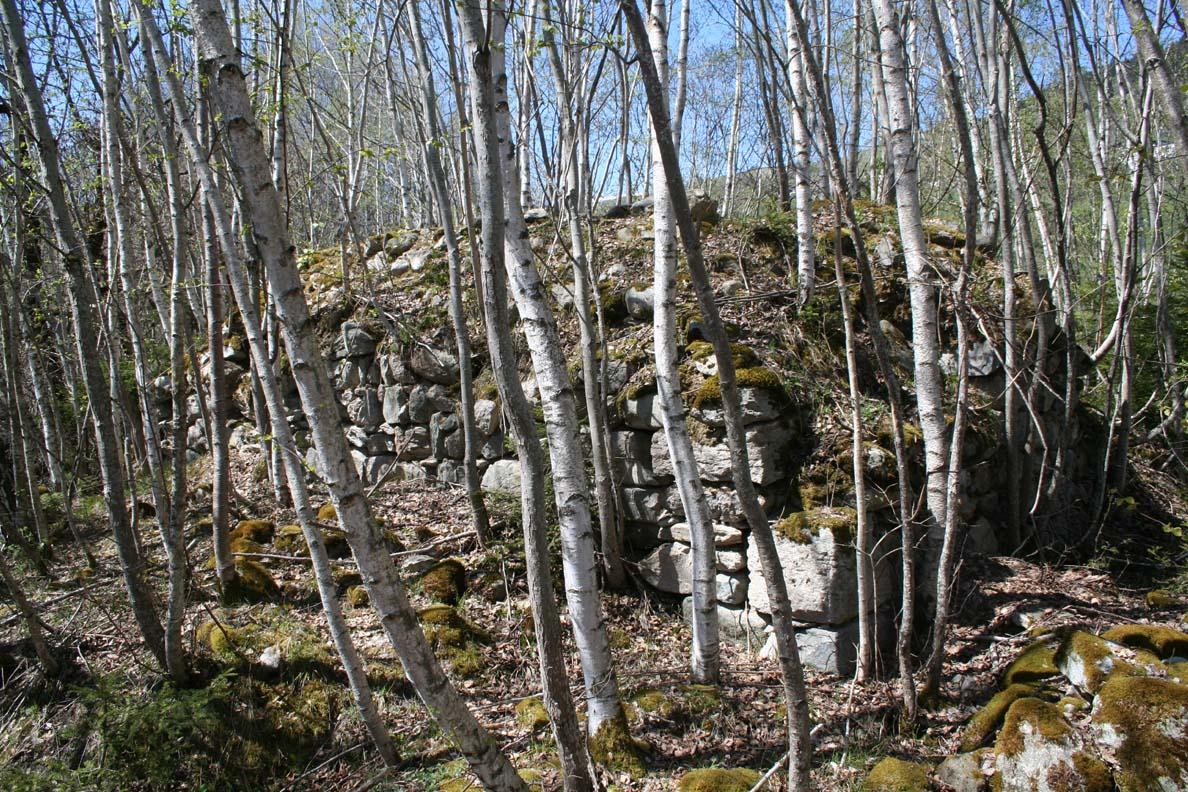
Ecke des Turmes von Südosten
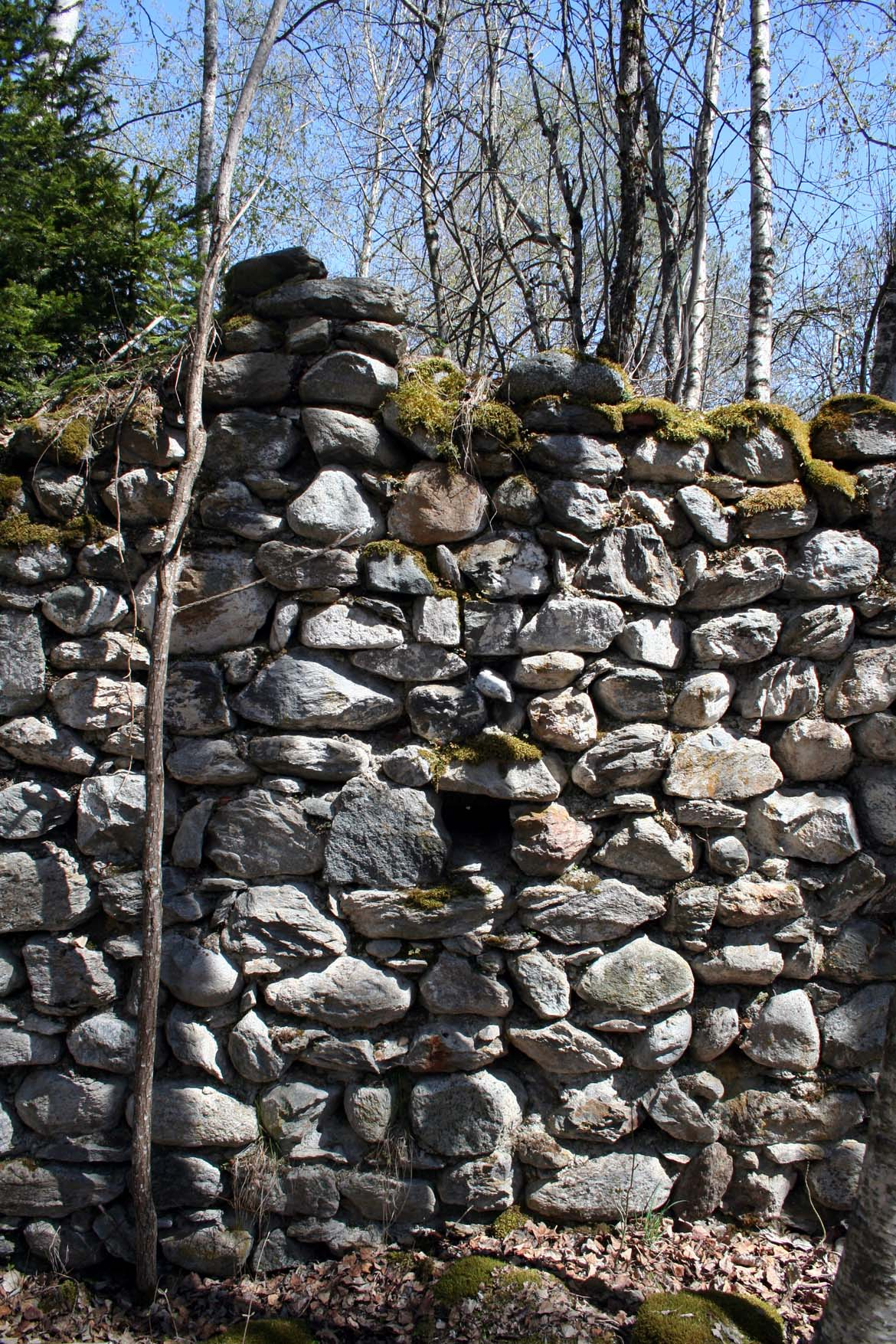
Schiessscharte in der Ostmauer